# Il meglio di Cristina D'Avena
Il meglio di Cristina D'Avena è una raccolta di sigle dei più famosi cartoni animati Mediaset, della cantante Cristina D'Avena, pubblicata il 27 settembre 2011.
La compilation fa parte di una linea economica di doppi CD antologici distribuiti dalla filiale italiana dell'etichetta Edel (già dal 2005 distributore ufficiale degli album della cantante prodotti, come sempre, dall'etichetta discografica del Gruppo Mediaset) e dedicati sia ad artisti italiani che internazionali.

## Tracce
CD1
1. Il valzer del moscerino
2. Angel's Friends
3. All'arrembaggio!
4. Hamtaro piccoli criceti, grandi avventure
5. Bambino Pinocchio
6. Mew Mew amiche vincenti
7. I ragazzi della Senna (Il Tulipano Nero)
8. Le fiabe di Fata Cri
9. Doraemon
10. Georgie
11. Là sui monti con Annette
12. Nanà Supergirl
13. Pollyanna
14. Sorridi piccola Anna
15. Il lungo viaggio di Porfirio
16. Dolce piccola Remì
17. Picchiarello
18. Dolce Candy
19. Scuola di Polizia
20. Cantiamo con Cristina

CD2
1. Canzone dei Puffi
2. Pollon, Pollon combinaguai
3. Kiss me Licia
4. Occhi di gatto
5. L'incantevole Creamy
6. Mila e Shiro due cuori nella pallavolo
7. Vola mio mini pony
8. Arriva Cristina
9. Magica, magica Emi
10. Una spada per Lady Oscar
11. Il mistero della pietra azzurra
12. Sailor Moon
13. David Gnomo amico mio
14. D'Artagnan e i moschettieri del re
15. Memole dolce Memole
16. Cantiamo insieme
17. L'ispettore Gadget
18. Grandi uomini per grandi idee
19. Un fiocco per sognare, un fiocco per cambiare
20. Ma che magie Doremì!

## Posizione in classifica
L'album ha debuttato alla posizione numero 62 della classifica settimanale dei dischi più venduti in Italia.